# Kościół św. Stanisława Biskupa i Męczennika w Poznaniu (Chyby)
Kościół św. Stanisława Biskupa i Męczennika w Chybach – barokowa katolicka, świątynia filialna, zlokalizowana przy ul. Dolne Chyby w Poznaniu (poznańska część Chyb).

## Historia
Kościół powstał jako kaplica przypałacowa w 1660. Fundatorem był Przecław Potocki, kasztelan rogoziński, który wzniósł obiekt jako wotum za ocalenie rodziny po potopie szwedzkim. Świątynię poświęcono w 1668, a dokonał tego sufragan poznański, biskup Maciej Kurski. Przeszła generalny remont w drugiej połowie XIX wieku. Do 1 lipca 1997 była filialną świątynią parafii św. Michała Archanioła w Kiekrzu, a obecnie należy do parafii św. Józefa Oblubieńca w Baranowie. W 2007 kościół wyposażono w stacje drogi krzyżowej. 

## Architektura
Świątynia stoi w pobliżu zachodniego brzegu jeziora Kierskiego, w otoczeniu wysokich świerków. Zbudowana jest z cegły na rzucie prostokąta i otynkowana. Dach ma dwuspadowy, kryty dachówką. Fasada zachodnia podzielona parą pilastrów. Szczyt zwieńczony jest trójkątnym frontonem z krzyżem na szczycie.

## Wyposażenie
Główny ołtarz (tryptyk) jest późnorenesansowy (około 1590-1600). Zdobiony winną latoroślą i ornamentami okuciowymi oraz kaboszonami. W polach bocznych obrazy z lat 1590-1600 (św. Paweł i św. Franciszek). W zwieńczeniu obraz Chrystusa w typie "Ecce homo". W centrum ołtarza widnieje obraz "Wskrzeszenie Piotrowina" z XVIII lub XIX wieku. Na prawej ścianie bocznej zawieszono obraz "Zdjęcie z krzyża" (druga połowa XIX wieku), a na lewej wizerunek św. Kazimierza z trzeciej ćwierci XVII wieku. Drogę krzyżową (2007) namalował Norbert Bromer.